# 작은궁둥패임
작은궁둥패임(lesser sciatic notch), 또는 소좌골절흔은 궁둥뼈가시 아래에 위치한 작게 파인 부분이다. 매끄러운 연골로 싸여 있으며, 그 표면에는 속폐쇄근 힘줄의 갈래들에 대응하는 두세 개의 융기선(ridge)이 존재한다. 속폐쇄근의 힘줄은 작은궁둥패임 위를 감고 돈다.
엉치결절인대와 엉치가시인대가 붙으면서 작은궁둥패임에는 작은궁둥구멍이 형성된다. 작은궁둥구멍으로는 속폐쇄근의 힘줄과 속폐쇄근에 분포하는 속음부동맥, 속음부정맥, 음부신경이 지나간다.

## 같이 보기
위키미디어 공용에 작은궁둥패임 관련 미디어 분류가 있습니다.
- 작은궁둥구멍
- 큰궁둥패임

## 참고 문헌
이 문서는 현재 퍼블릭 도메인에 속하는 그레이 해부학 제20판(1918) page 235의 내용을 기초로 작성된 글이 포함되어 있습니다.